# Țigăneștii de Beiuș
Țigăneștii de Beiuș – wieś w Rumunii, w okręgu Bihor, w gminie Drăgănești. W 2011 roku liczyła 148 mieszkańców.